# 幸福会ヤマギシ会
幸福会ヤマギシ会（こうふくかいヤマギシかい）は、農業・牧畜業を基盤とするユートピアをめざす活動体（農事組合法人）。通称は「ヤマギシ会」「ヤマギシ」。
1953年（昭和28年）、山岸巳代蔵の提唱する理念の社会活動実践母体「山岸式養鶏会」として発足、約10日後に「山岸会」に改名、1995年（平成7年）に名称を「幸福会ヤマギシ会」と変更。所有の概念を全否定し、「無所有一体」の生活を信条としている。1960年代に起こった、いわゆるヒッピー的な共同体（原始共産主義）に例えられる場合もある。アーミッシュとは、その意味合いが異なる（アーミッシュはキリスト教と家族を重視）。
売上高では農事組合法人のトップに位置している。ヤマギシズム社会を実践する場であるヤマギシズム社会実顕地が全国に26か所あり、約1500人が共同生活を営んでいる。また、ブラジルやスイス・韓国・オーストラリア・アメリカ合衆国・タイなど日本国外にも6箇所の社会実顕地があり、社会実顕地に未参画の会員が5万人ほどいるとされる。
1990年代にマスメディアに盛んに取り上げられ、外部から強い批判を受けた。構成員においては詳細な内情は口外禁止とされている。

## 活動
特別講習研鑽会（ヤマギシズムの理念や思想を体験的に知るために参加者全員が車座になってひとつのテーマを深く議論する「研鑽会」が主）と呼ばれる一週間の合宿形式の講座を受講すると会員となることができる。会員は「研鑽学校」と呼ばれる2週間の講習を受講することでヤマギシズム社会実顕地に参画（入村）する資格を得ることができる。実顕地における生活は私財をひとつ財布に入れ共に研鑽生活を営むことが柱となっている。
実顕地の経済は、各実顕地で生産された農産物の販売による利益が中心である。1988年（昭和63年）に設立したブラジル実顕地では1991年（平成3年）から開拓が始まった1000haに及ぶオレンジ園があり、秋田県南秋田郡大潟村では水稲栽培、80万羽規模の採卵養鶏など大規模農業にシフトしている。経営形態は、野菜や各種畜産から販売を組み合わせた複合農業であり、農事組合法人の形をとっている。
ヤマギシズム社会実顕地では野菜や果物、家畜などが育てられており、農産物加工品を全国販売している。「エコビレッジ」の先駆者として評価されることもある。
ジャーナリストの斎藤貴男によると、幸福会ヤマギシ会の年商は豊里実顕地だけで、全盛期には約140億円を数えていた。その実態を見ると、全商品の自家生産を謳いつつ、原料や加工を外部に頼っているケースもある。
フリーライターの近藤衛やジャーナリストの米本和広によると、生産物の販売は、会員が運営する講座や農業体験、体験合宿、さらにヤマギシズム特別講習研鑽会へと人々を勧誘するきっかけともなっている。
真木悠介（見田宗介）東京大学名誉教授は自著『気流の鳴る音―交響するコミューン』 （ちくま学芸文庫）のなかの「紫陽花と餅」という項のなかで、自身が特講に参加、ヤマギシ会について言及している。

### 目的
幸福会ヤマギシ会は自らの活動目的を「すべての人が幸福である社会」、「全人幸福社会の実顕」とし、そのための行動原理として「無所有・共用・共活」を内容とする理念ヤマギシズムを掲げる。
ジャーナリストの米本和広によると、幸福会ヤマギシ会は世界を「<無所有一体>の理想社会に塗り替え、世界中の人を幸福にしたい」という目的を有している。近藤衛によると、幸福会ヤマギシ会は「あと200年後には世界中が地上の楽園〈ヤマギシズム社会〉に革命される」と主張している。幸福会ヤマギシ会は、自分たちが起こす世界革命を「急進Z革命」（Zは、人類最後の革命であることを意味する）と称し、その内容を「ヤマギシズムによる……人間の観念に変革をもたらす頭脳革命であり、全人に真の幸福をもたらす」であるとしている。

### 組織
幸福会ヤマギシ会は自らの組織の性質について、「会員それぞれの自発的自由意志により活動している団体」とし、全体を統率する特定の個人あるいは集団の存在を否定している。会内部の組織も会員が自発的に作ったものであり、本部でさえも意志決定機関ではなく連絡機関、補助的な実務機関であるとしている。
ジャーナリストの斎藤貴男は、平等の建前をとり「理念だけが前面に出るヤマギシの組織は、きわめて不透明」としつつ、同会が開催する「ヤマギシズム社会博覧会」において掲示されたポスターをもとに、「ヤマギシズム社会実顕地（ヤマギシズム社会文化生活）」、「ヤマギシズム世界実顕試験場」、「ヤマギシズム研鑽学校」が一体となって展開するヤマギシズム社会を世に広めるべく活動するのが「幸福会ヤマギシ会」であり、四者の間には上下関係がなく円のように結ばれていると説明している。
米本和広は三重県安芸郡豊里村の社会実顕地を訪れた際、ヤマギシズム社会に命令、服従の関係はなく、「研鑽」と呼ばれる話し合いによって組織が運営されるという説明を受けた。米本によると、実顕地内には研鑽を行うための様々な組織（研鑽会）が存在する。しかしながら同時に研鑽会には研鑽会の進行について研鑽する「準備研鑽会」が存在し、さらに準備研鑽会の進行について研鑽する研鑽会も存在する。このように研鑽には階層構造があり、それに伴って会員間にも階層・序列が存在する。また、テーマが予め「○○するにはどうすればいいでしょうか」と設定され、「○○できない」と発言すると「あなたの発言は○○するというテーマから外れている」と返されるといった具合に、「テーマそのものが結論」、「命令ではないが実質的には命令と同じ」研鑽が開かれることもある。
米本和広によると、各実顕地には役場としての機能を持つ「調正機関」が存在し、それらを統括する「『ヤマギシズム国家』の中央官庁」として「ヤマギシズム生活実顕地調正機関本庁」が豊里村実顕地に置かれている。そして、豊里村実顕地の決定に他の実顕地が従う「中央集権体制」が敷かれている。近藤衛は、ヤマギシズム社会実顕地の元参画者の証言として、「イズム生活推進研」という意思決定機関が存在すると述べている。米本は元実顕地参画者で医師の松本繁世から、「イズム推進研鑽会がすべてのテーマを出している」という内容の告白を、参画していた当時所属していた幸福会ヤマギシ会医療部の責任者から受けたことがあるという証言を得ている。
近藤によると、幸福会ヤマギシ会やその構成員が組織の実情を外部に明かすことはない。さらに会員歴の長いものであっても生活実顕地の組織についてほとんど把握していない。近藤は、幸福会ヤマギシ会の問題は「会の組織自体を検討する機会を与えず、客観的な情報を公開せず、実顕地は常にバラ色の理想社会だと喧伝すること」にあると指摘している。

### 研鑽会
ヤマギシ会では、何らかの意思決定が必要になったとき、みんなが意見を出し合いながら、話し合いを行うが、それを「研鑽会」と呼んでいる。ヤマギシ会では、ものごとのすべてを決めるのは「研鑽」によってである。研鑽とは簡単にいえば、「話し合い」のことを指す。しかし、ヤマギシ会の研鑽には、ヤマギシ会独自の考え方が反映され、研鑽はものごとを決める基本となっている。
宗教学者の島田裕巳は著書『無欲のすすめ』のなかで次のように記述している。
「（ヤマギシ会の）研鑽がただの話し合いと違うのは、真理の存在が前提とされ、研鑽の場に集まった人間たちが個々人の利害を超えて真剣に話し合えば、必ずその真理に行き着くとされている点だった」
富田倫生・著『パソコン創世記』には、研鑽会について次のような記述がある。
「ヤマギシでは、意見が異なったときは、全員の意見が一致するまで徹底して話し合いが続けられる。だが、もしも、研鑽会が単なる話し合いの会であるなら、どこまで議論を続けたところで全員の意思の一致などそうたやすく得られるものではあるまい。会議とも打ち合わせとも呼ばずに研鑽会と呼ぶ――そこには、はなすに「放」の字を当てたと同じ、意思をまとめていく作業に対する検証が込められている。研鑽会では、自分の意見を主張しながら、同時にその意見をも相対化する機能が働いている。ヤマギシの人は、そうした機能を実現するための個人の態度を「零位に立つ」と表現する。自らの意見に無意識にさまざまな偏見や固定観念が入り込んでくる可能性を自覚し、あらゆる前提をいったん棚上げにして自らも調べなおす。そうした、主張しながらそれ自体をも相対化していく「零位に立つ」という態度を取り込むことで、研鑽会は全員の意見の一致の実現をしようとする。行動の規範なり基準を固定化してしまうのではなく、絶えることのない研鑽によって、その時点時点での最良の道を探し求めていこうとする意思を、ヤマギシでは、「無固定・前進」という言葉で表す」

### ヤマギシズム特別講習研鑽会
ヤマギシズム特別講習研鑽会（特講）とは、幸福会ヤマギシ会管理下の施設で行われる、合宿形式の研鑽会をいう。幸福会ヤマギシ会の説明によると、ヤマギシズム特別講習研鑽会において参加者は、「自分の判断が正しいものと信じて疑わない」態度を科学的に見直し、研鑽態度と呼ばれる、「自分の考えも大いに言い、誰の言うこともよく聞いて、あくまでも『本当はどうだろうか』と主体的に検べていこうとする考え方を身につけることを目的とする。1956年1月に京都府長岡京市の寺院で初めて開催され、後に国内だけでなく日本国外でも開催されるようになった。ちなみに、特講は生涯、ただ一度しか受講できない。
幸福会ヤマギシ会は、「決めつける観念、固定する観念」が人と人が仲良く愉快に暮らしていく上での弊害であり、愚行を生み出す原因であると主張し、ヤマギシズム特別講習研鑽会に参加することで人間の観念が固定しない状態（真に自由なる観念）へと「急速に大転換」し、「頑固が謙虚な態度に、決めつけの考え方が決めつけのない考え方に、囲いある狭い生き方が、みんなと共に繁栄せんとする広い心での豊かな生き方に転換」するとしている。幸福会ヤマギシ会によると、人々が日常生活の中で身につけた常識や信念は「びっくりするほど根拠のない思い込み」であり、ヤマギシズム特別講習研鑽会に参加することでそのことが見えてくるという。近藤衛は、こうした観念を固定しない思考法はヤマギシズム社会実顕地において、参画者の観念を組織の都合に応じて操作するために活用されると指摘している。
宗教学者の島田裕巳は、特講について次のように記している。「『特別講習研鑽会』は普通、「特講」と略称されるが、これは、与えられたテーマを考えぬく中から、山岸の考え方・思想、つまりは『ヤマギシズム』を体験的に理解していくイニシエーションの機会であった。『特講』の参加者たちは、一週間のプログラムの中で、山岸が青年の時期から考え続けてきた様々な問題に取り組み、その問題に対する解決の方法を見出していく過程を再体験していくのである。また、『特講』が集団的告白の場として、一種の『集団的沸騰』の状態を呈したため、参加者たちに理想社会実現の運動への熱意をかきたてることともなった」
また、哲学者の鶴見俊輔は、「見いだされた共同性」と題して、次のように特講について述べている。「けんさんを私が受けたのは、20年前のことで、それは今も私の考え方の底にのこっている。西洋渡来の学術語を使わなくとも、私たちの生きてゆくための重大な問題をこのようにして語り合う方法があるのか。そういう発見だった。そのようにしてくりひろげられる対話の中から、コロムブスの卵のように自然に、私たちのよりどころとしている共同性が、見いだされた。その共同性をどのように日常生活に生かすかは、むずかしい問題だが、一度見いだされた共同性から、私たちははなれるわけには行かない」
さらに、元東京医科歯科大教授の渡辺一衛は、「他に類を見ないユニークさ」と題して、特講について次のように述べている。「山岸会の方々とはユートピアの会というサークルをとおして、60年代から交流があったが、私が特講に参加したのは1970年の夏であった。そのときはすぐ又訪れようと思ったのだが、早いもので、もう10年過ぎてしまった。議論は充分盡くせなかったような感じがあるが、なつかしい思い出である。誰でも自由に参加できて、しかもすぐ本質的な議論に入れるという点で、特講は他に類のあまりないユニークで、かつ民主的な形式だと思う。特講の討論のスタイルは、山岸会の中だけでなく、外の世界にももっと広げられて行っていいものと思うが、なかなかそうはゆかないようだ。ともかく貴重な山岸会の財産だと思うのである。」
近藤は1995年（平成7年）7月に、実際に特別講習研鑽会を受講している。近藤によると特別講習研鑽会では進行役が参加者に対し「嫌いなもの」を問い、回答があると「それは嫌いなものですか?」と尋ねる。それに対しいかなる反応があっても進行役はひたすら「それは嫌いなものですか?」と繰り返し、参加者が沈黙すると次第に語気を荒らげて反復する。同様に個々の座布団について「これは同じものですか?」と繰り返し質問するパターンや、「如何なる場合にも腹の立たない人になる」という目標を確認した後、腹が立った経験について語らせ、「で、なんで腹が立つんですか?」と次第に語気を強めつつ繰り返し質問し、延々と、受講者が腹が立たなくなるまで続けるパターン（怒り研鑽）もある。こうした反復は数時間、一昼夜に及ぶ。また斎藤貴男によると、参加者に対し研鑽会終了後も実顕地に留まるよう求め、「残れないのは我欲があるからだ」などと詰め寄る「解放研」と呼ばれるプログラムも存在する。
近藤によると、「怒り研鑽」における数時間にわたる反復の中で、怒りを覚えた動機を全面的に否定し、むしろ自分のほうが謝罪したいと涙ながらに語る参加者が現れた。さらに会場内には連鎖反応的に恍惚の表情を浮かべ、「もう腹は立ちません」と語り出す者が現れた。そのような反応に対し、進行役は頷く素振りをみせたという。近藤は「まるで集団催眠にかかったような光景だった」と述懐している。近藤と同じく特別講習研鑽会を受講した経験のある米本和広も、同様に涙を流しながら「もう腹は立ちません。楽になりました」などと語る複数の受講者の姿を目撃したとしている。米本はそうした様を、「神秘的体験、法悦感に通じるような快感に酔いしれているように見えた」と述べている。米本が後に受講者を取材したところ、「怒り研鑽」の最中に観音の幻覚を見、他の受講生の心中が読めるような感覚に襲われたと証言する者、雷鳴が聞こえ、食器が躍る幻覚を見たという者もいた。宗教学者の島田裕巳は「怒り研鑽」を「怒りをなくすための研鑽」であり、「特講の中で一番重要」と位置付けている。島田によると、ヤマギシ会では怒りをなくすことが重要視されており、研鑽を行う上で参加者が腹を立ててしまっては冷静な判断ができないという判断の下で行われている。研鑽の目的は『腹を立てない』ではなく『腹が立たない』心境を作り出すことにある。
また、島田裕巳は「怒り研鑽―<私>の場合―」と題した文章を書いている。
特別講習研鑽会を受講した近藤は自身について、問いに対する答えを考える中で「突然、後頭部で『パチン』と風船が割れたような音」がし、「自分の意識が消し飛ぶような」感覚に陥り、「身震いするような恐怖を覚え」、やがて心地よい浮遊感、昂揚感を覚えるようになったと懐している。近藤はこの経験について、「頭の中が真っ白になる。別の世界に誘われて、とてつもない真理を知ったような気分になる」、進行役の「口にすることすべてが真実であるように聞こえてくる」、「脳裏が白くなってからは、どんな発言が出たのか、まわりの様子がどうなったのか、まったく記憶に残っていない。すっぽりと記憶が抜け落ちていた」と分析し、「あの『浮遊感』を体感した受講生ならば、簡単に『ヤマギシズム=真実の世界』と刷り込まれてしまうだろう」と述べている。近藤は、特別講習研鑽会への参加後しばらくは「これは同じものですか?」といった進行役の問いかけが頭から離れず、しばしば気が抜けた状態になったと告白し、ナンセンスな質問の中に「奇妙な『浮遊感』を感じさせる魔法が仕掛けられているようだった」と述べている。後に近藤が他の参加者の経験を調査すると、同様の感覚に襲われた者はごく一部であったが、かつてのヤマギシズム生活実顕地参画者でヤマギシ会に反対する立場をとる者の中にさえ「あの瞬間ほど身体全体が興奮したことは、今まで一度もなかった」と振り返る者がいた。
精神科医の斎藤環は米本和広がとりまとめた特別講習研鑽会のレポートを分析し、米本を含む受講者が解離状態に陥って「ある時点から自分の感じ方、知覚、感情など体験のされ方が変わ」り、中には解離性同一性障害を発症したと考えられる者もいると指摘している。斎藤は受講者を対象に行ったヒアリング調査に基づき、記憶の喪失、変性意識体験、多幸感、「景色が鮮明に見える」など、受講者が証言する神秘的体験と解離性症状との間に類似点が複数みられるという内容の報告を日本社会精神医学会において行っている。斎藤の見解を聞き、さらにともに特別講習研鑽会に参加した者の中に解離状態が継続している者がいることを察知した米本が参加者に注意を促す手紙を送ったところ、手紙を会員に見せて「指示を仰ぐ」者が一人ならず現れたという。米本は特別講習研鑽会の進行役を担当する会員を取材し、「特講によって人間が変わる素晴らしさを感じますよ。どんな人にも本来変わる力があり、それを種だとすれば、特講は水のようなもので、種に水をかけてやれば成長していく」というコメントを得た。米本は特別講習研鑽会を「心の準備をする間もなく、『なんで腹が立つのか』を執拗に問われ続けるという困難な事態に対し、防御反応が働き、諸感覚の入力スイッチが切り替わって、感じ方が変わってしま」う、「解離状態を招く危険な快感セミナー」と定義した上で、「仕掛ける側にも仕掛けられる側にも特講が『洗脳』であるという意識がまるでない」と警告を発している。さらに米本は、地域の会員は様々な形態の「研鑽会」を用意しており、特別講習研鑽会の受講者経験者がそれら研鑽会に参加することで解離状態が継続する可能性があると述べている。幸福会ヤマギシ会は特別講習研鑽会の開催に際し、精神障害にかかったことのある者は受講できないという注意書きを受講者に対し提示する。米本はこの事実と、自身が取材した古参会員の「昔は48時間睡眠なしのぶっ続けで<怒り研>をしていた。その頃はおかしくなる人が大勢いたわ」というコメントから、幸福会ヤマギシ会側は特別講習研鑽会に精神障害を引き起こす危険があることを認識していると指摘している。
米本は、特別講習研鑽会の仕組みを以下のように解説している。
- 嫌いなものを問う研鑽で感情を揺さぶる[77]。
- 「怒り研鑽」で感情神経回路を断ち切る[77]。
- 上記のものをはじめ様々な研鑽を通し「解答なき問いを執拗に繰り返すことによって自我を揺さぶり」つつ、テキストの輪読を並行して行うことで「理想社会のイメージを注入する」[78][† 11]。
- 注入したイメージを絵やビデオの鑑賞によって強化する[81]。
- さらにヤマギシズム社会実顕地の訪問によって、注入したイメージと現実を脳内で統合させる[81]。

近藤は特別講習研鑽会について、「打ち上げ花火のようなもの」で、「たったの1週間で消えてしまった夢幻花火が忘れられず、一部の人々は社会活動や研鑽学校に参加していく」のだと分析している。近藤によると、ヤマギシズム生活実顕地への参画のために受講しなければならないセミナー（研鑽学校）で行った研鑽会では、特別講習研鑽会におけるような「忘我恍惚体験」をすることはなかった。近藤と同じく特別講習研鑽会および研鑽学校に参加した武田修一も、研鑽学校について「期待に反してさほど楽しいものではなかった。それは『怒り研』のような劇的な体験をともなうものではなく、淡々とした研鑽の連続だった」と述べている。鶴見俊輔は特別講習研鑽会の手法について、ソクラテスや老子といった思想家になぞらえると同時に、「中共の洗脳にも似て」いるとも述べている。本多勝一は「特講」の手法について「山岸会は民衆のレベルでのソクラテスのようなものだ」と絶賛している。一方、小田実は「特講」の手法について疑問を持ち、「どうしても納得しない村人が出た場合はどうするのか？」という質問をしている。小田が抱いた疑問について米本和広は、社会実顕地参画者が「しつこく食い下がれば、まだ『我執』が取れていない人だという烙印を押され」、「最後まで従わなければ、『振り出し寮』の異名を持つ無期研鑽学校に入ることを<提案>される。ここに入れば一人でいつ果てるともない作業と研鑽を繰り返し、無条件で研鑽の結果を<公意>として受けとめる人間になるまで出ることはできない」という証言をヤマギシズム社会実顕地元参画者から得ている。
特講がマインドコントロールであり、洗脳であり、危険であるとする主張に対し、特講を受講した杉本厚夫京都教育大学教授（当時、現・関西大学人間健康学部教授）は、既存の固定化された常識から開放され、その常識自体を再考してみるという点において、近代の社会科学に立脚しているとした上で、「ヤマギシズム特別講習研鑽会は、人の観念を外発的に誘導し、固定するマインドコントロールではありません。逆に、マインドコントロールされている自分に気づき、そこから自分を解放する機能を持っているといったほうがいい」と述べている。
米本がヤマギシズム社会実顕地の参画者の一人から聞いたところによると、特別講習研鑽会受講者の6%弱がヤマギシズム社会実顕地に参画するという。幸福会ヤマギシ会やその構成員が特別講習研鑽会の内容を外部に明かすことはない。しかし1995年（平成7年）以降、マスコミが特別講習研鑽会の内容について盛んに報道するようになった。
ジャーナリストの斎藤貴男は特別講習研鑽会の本質は「どうとでも言える話題を強引に一つの方向に導き、あたかもそれが普遍の真理であるかのように教え込む」ことにあるとし、「緊張と弛緩を巧みに組み合わせた」その手法について自己啓発セミナーやマルチ商法、感受性訓練との共通性を指摘している。
野本三吉による言及もある。

### ヤマギシズム社会実顕地

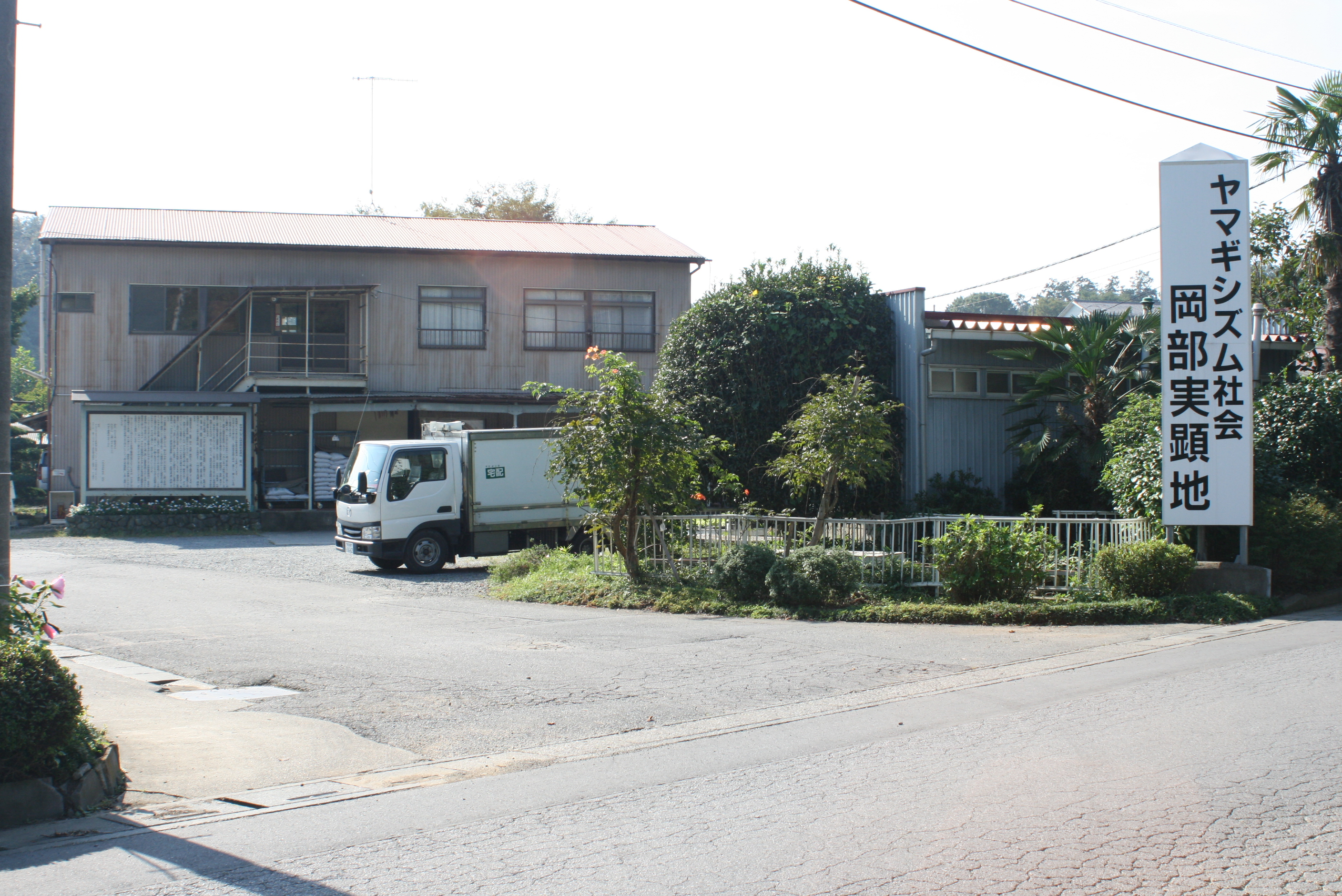
ヤマギシズム社会 岡部実顕地（埼玉県深谷市）

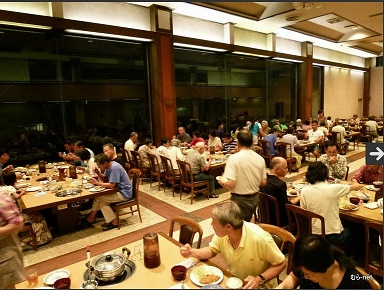
実顕地内施設（愛和館）の食事風景

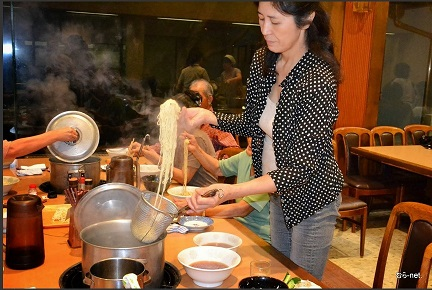
実顕地内施設（愛和館）の食事風景

幸福会ヤマギシ会は、「心も物も充ち満ちた真の幸福社会」をヤマギシズム社会と呼び、ヤマギシズム社会を実践する場としてヤマギシズム社会実顕地（通称「ヤマギシの村」）を33箇所（うち26箇所は日本）運営している。幸福会ヤマギシ会によると、ヤマギシズム社会実顕地の中では「一体生活」、「『財布ひとつ』の生活」と称する生活が営まれ、農業・畜産・林業等が行われている。ヤマギシズム社会実顕地内の生活は原始共産制と評されることもある。村岡到によると、「ヤマギシ会に参加する人は、「ボロと水でタダ働きのできる士は来たれ」という呼びかけに心うたれ、共鳴した人」である。
作家の富田倫生によると、ヤマギシズムの考える理想社会の実現方法には2つあり、ひとつは既存の組織、既存の社会のなかでのヤマギシズムを浸透させる方法であるが、もう一つの方法、すなわち既存の社会での生活から離れ、ヤマギシズム社会のモデルをつくり、即座に一体生活を始めようとする方法を実現するための実験を行う場が実顕地であるとしている（富田によると、実顕地には他にヤマギシズムを実際に表すという意味もある）。
実顕地へ参画するには、2週間のセミナー（研鑽学校）を受講しなければならず、参画決定後は半年間を「予備寮」と呼ばれる施設で過ごす。実際にヤマギシズム社会実顕地に参画した近藤衛によると予備寮で排除され、社会実顕地を去る参画者もいたという。

#### 生活のあり方
ヤマギシズム生活実顕地では貨幣が流通しておらず、実顕地の中で暮らす者は私有財産のすべてを幸福会ヤマギシ会に「無条件委任」する。近藤衛は参画に際し、ヤマギシズム生活調正機関本庁に宛て「物件、有形、無形財、及び権益の一切を、権利書、証書、添付の上、ヤマギシズム生活調整機関に無条件委任致します」と書かれた誓約書に署名捺印を求められ、さらに脱退（参画取り消し）時にはヤマギシズム生活調正機関本庁に宛て、委任した財産について「今後一切返還請求や、金銭請求をしないことは勿論、何等の異議も申し立てません」と誓約する内容の脱退届に署名捺印したことを明かしている。近藤によると、参画時の誓約書には「本財」として「身」と「命」も含まれている。実顕地の中での労働に対し賃金が支払われることもない。しかしながら帳簿の上では賃金が支払われていることになるため、実顕地を去った者には財産が残されていないにもかかわらず、帳簿上の収入に基づき税金が請求されることになる。近藤は、一切の私有財産の放棄が過去の自分と決別し、人生を再生させる解放感をもたらすケースがあると指摘している。米山和広は元参画者から、「財産を多く持ち込んだ人は特別待遇されていた」という証言を得ている。幸福会ヤマギシ会は参画者に私有財産をすべて放棄させる一方、相続人の地位は放棄しないよう通達を出している。
鶴見俊輔はこう指摘している。「山岸巳代蔵は所有権を主張していないんだね。かれはまた、一種の問答をつくったんです。『何が正しいのか』『これはだれのものか』。それが山岸会の研鑽になった。そういうことを通して、今は農産物、酪農の産物について良質のものをつくるようになって、外の社会との関係がいいんですね。この中に入ると、所有がないからお金なしで暮らせる」
近藤衛は、自身が生活実顕地の中で生活を送った1999年（平成11年）2月から12月にかけての住人やその生活の実情について、以下のような分析・考察をしている。
- 非常に勤勉である[109]が、総じて個性がない[110]。
- 人間関係は表面的には淡白である[111][† 15]。「ヤマギシに友人はありません」という標語が存在し、「オトモダチ」という言葉が揶揄に用いられる[112]。
- 労働環境には厳しい面もある[† 16]が経済的な不安とは無縁でいられる[110]。
- 組織の意思決定のプロセスはもちろん、意思決定プロセスへの参加者も明かされない[114]。
- あらゆる任務から半年に一度自動的に解かれる（自動解任）建前がとられているが、実際には「重任」が存在し、権力が固定されることもある[36]。
- 「ごく日常的な些事」を除いて情報が不足しており[115]、住人の関心事もまた些事に限定される[116]。誤解や迷妄が生じやすい環境にあり、「そこに『理想社会』のバラ色のイメージが重なり、実顕地生活を特別視する」[117]。
- 私有財産制の否定と共有は徹底しており、1980年（昭和55年）以降は衣類にまで至っている[118]。実顕地にパンツを持ち込んだ近藤は、「世話係」からどうして共用のパンツを履かないのか問い詰められたという[119]。
- 予定を自分で決めることができない場面が多い。「世話係」との「研鑽」において世話係が結論のみを伝え、それに「ハイ」と従うことが要求される（ハイでやります）[120]。実顕地内には「私意尊重公意行」というスローガンが存在し、これを遵守することが参画の条件となっている[121]。このスローガンは「みんなの考えでやろうとする私の意志」がまず存在し、みんなの考えにはかった結果（公意）を、私の意志として行動」することを意味する。具体的には「研鑽結果である係からの公意を、積極的に自分の意志として、その通りやろうとする」ことを公意行と呼ぶ[122]。幸福会ヤマギシ会は公意行こそが真の自由だと説き[123]、住人の側は「どんな指示でもわだかまりなく実行できる」という意味で「何でもやるのが本当の自由だ」と言い、理由説明のない指示に従うことで「真の自由」を感じる[124]。「事実」と「思い」とを分離する思考がとられ、思いは軽視される[125]。「〈思い〉を断ち切る」という意味で「-を思い切りやる」という言葉が用いられる[126]。ただし、近藤は、1995年以来の組織の衰退を受け、1998年（平成10年）3月以降、「自分がやりたいことをやる自由」が認められる傾向が生まれたとも述べている[127]。
- 懐疑的な部分がある反面、生活実顕地内のルールや「世話係」にはきわめて従順である[128]。
- 実顕地内の事柄を善意に解釈する反面、一般社会に対し強い不信感[† 17][† 18]を抱いており、「善と悪の境界」、共同体を外部社会から隔てる心理的境界がうかがえる[131]。
- 住人同士の結婚を統括する機関（結婚調整機関）が存在する[132]。離婚においては、「世話係」が間に立つ[111]。
- 勤勉な男性には「結婚する〈資格〉」が与えられ、勤勉でないものはいつまでも結婚できずにいる[133]。離婚した男性には再婚の機会が少なからずあるが、中年以上の女性は孤独なままである[134]。
- 夫婦関係については夫唱婦随が説かれ[135]、夫は妻をファーストネームで、妻は夫を姓に「さん」をつけて呼ぶ[136]。
- 夫婦が水入らずの生活を送ることはない[137]。その他、集団の中で誰と誰が夫婦なのか判別しにくい[137]、子供は性別・年齢別に集団生活を送る[136]など、血縁・婚姻関係が希薄となる環境が揃っている[136][† 19]。さらにヤマギシズムに従えば一夫一婦制には必ずしも拘束されないことになり、「三位一体の愛情」を実践した者もいる[132]。

村岡到は、実顕地の生活について以下のように述べている
- 食事は1日2食である。「愛和館」という食堂が午前10時30分から21時まであいており、村人は愛和館がオープンしている間の好きな時間にやってきて、食事をする。自室に料理をもち帰って食べてもかまわない。
- 豊里実顕地には診療所がある。診療所には医師がいるが、彼らはヤマギシ会参画者である。病気になれば近隣の病院に通うが、医療費はヤマギシ会が負担する。
- 住居は、夫婦一組で6畳1室か2室。家賃はいらないし、世間の常識では考えられないが、ドアにカギ（錠前）がない。

米本和広は、一般公開された豊里村の実顕地を訪れた際に受けた印象について、次のように述べている。
- 個人の嗜好を満たすものが見当たらない[139]。
- 参画者は、自身に関係しない事柄については「知らないというより関心すらない様子だった」[31]。

近藤衛は、住人に割り振られるID番号をもとに1999年（平成11年）までの離村者と離村率を計算している。近藤は発足以降延べ7800名が参画し、500名が参画中に実顕地で死亡したと概算し、1999年（平成11年）時点での参画者が約2150名であることから、離村者を5150名、離村率を約66%と推計した。
宗教学者島薗進は新宗教における「隔離型教団」の代表的な例としてオウム真理教、エホバの証人、統一教会と共に幸福会ヤマギシ会をあげている。

#### 老蘇の生活
では、ヤマギシズム社会実顕地での高齢者たちの暮らしぶりはどうだろうか。「ちなみに、ヤマギシ会では高齢者のことを「老蘇」（おいそ）と呼んでいる。『老いてますます蘇る』という意味が込められているのだ」。ヤマギシズム社会実顕地での老蘇の暮らしぶりや生き方を取材して、村岡到・著『ユートピアの模索』で、次のように述べている。「ヤマギシ会は日本が迎えている高齢化社会時代における理想的な〈モデルケース〉とすら言える。日本に存在する自主的な一定の社会集団のなかで、高齢者をこれだけ抱え込んでいる集団は他にはない」

#### 参画者の結婚および出産・中絶
近藤衛によると前述のように、実顕地内には住人同士の結婚を統括する機関（結婚調整機関）が存在する。米本和広が元参画者に取材したところによると、参画者の側から結婚を「提案」したところで「研鑽」・「調正」の結果それが認められることはなく、実顕地内で成立する結婚はすべて担当者からの「提案」による「調正」結婚である。元参画者によると強制ではないが拒絶すると執着があるというレッテルが貼られてしまうという。米本によると担当者がカップルを決める根拠となるのは山岸巳代蔵の著書『世界革命実践の書』であり、同書において山岸は「人種改良」や「悪性遺伝は子孫に不幸を齎す」ことを訴えている。米本は、同書の思想を「優生思想に凝り固まったナチストの科学者が書いたような、障害者全面否定の思想」と批判している。
米本の取材に対し担当者は、「提案」される夫婦の組み合わせに対し、「20代前半の女性と30、40歳代の男性というパターンが多い」、「若い女の子の方が優秀な子どもを産む」、「男は何歳でもいい」と回答した。米本によると新規参画者には30、40代の主婦が多いため、結婚の「提案」の対象となる女性はヤマギシズム学園高等部を卒業して2、3年の女性である。米本は、「彼女たちは『我』を主張することを長い間禁じられてきたため、『イヤ』と表現することができなくなっている。……脱走しない限り、女の子たちは中年男性の快楽と『優秀な子』を産む道具と化す」と批判している。米本によると、娘が中年の参画者にあてがわれることを嫌い実顕地を去った参画者もいる。結婚する男性について米本は担当者から、「やはりヤマギシできちんとやれている人がいい」というコメントを得ている。近藤によると前述のように、勤勉な男性には「結婚する〈資格〉」が与えられ、勤勉でないものはいつまでも結婚できずにいる。そして離婚した男性に再婚の機会が少なからずある反面、中年以上の女性は孤独なままである。
米本によると担当者の「調正」は出産にも及び、出産の許可が下るとコンドームが支給されなくなる。「研鑽」の結果、担当者が「今回は産まないことにしましょう」と中絶を促すこともあり、高齢の女性については「まず間違いなく中絶ということになる」。中絶手術は参画地外の病院で行われる。

### 豊里ファーム

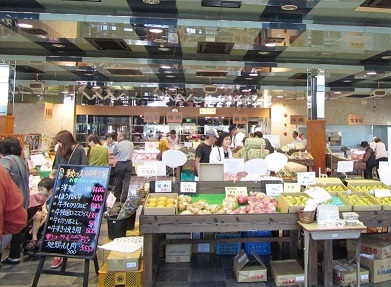
豊里ファームの店内

ヤマギシ会では、野菜や果物、加工品などを販売する「豊里ファーム」を三重県津市にオープンした。

## ヤマギシ会の農業
『農業が創る未来』の著者である村岡到は、ヤマギシ会の農業について次のように記している。「ヤマギシ会は、日本農業全体が衰退しているなかで逆に着実に実績を積み重ねている。（略）ヤマギシ会は、その年間の売上高が農事組合法人のトップに位置する実績を上げている。この事実はメディアでも取りあげられた。情報誌『FACTA』五月号では小さな記事ではあるが、『農事組合法人のトップに躍り出た「ヤマギシ会」」と見出しをつけられ、「年間売上高は約六六億円、約七五〇人（豊里プラス春日山）のメンバーが共同生活している」。
また、村岡はヤマギシ会の農業は、農業関連の業界などで早くから注目されていた、として、「大阪農業ジャーナリストの会」や「現代農業」「米穀新聞」、小松作業の「鳥と人」「環境新聞」「FEEDING」「鶏卵肉情報」「養豚情報」「牧場ガイドブック」（家の光協会）、黒田宣代著『「ヤマギシ会」と家族』などでヤマギシ会の農業が紹介されていることを記している。
さらに、村岡はこうも述べている。「ヤマギシ会の農業を研究テーマに設定して全面的に明らかにする労作も発表されている。すでに四半世紀前の一九八八年に、農林水産省の職員・足立恭一郎氏は『有機農業』という視角から、ヤマギシ会の営為に着目した。足立氏は、農林省農林水産政策研究所の雑誌『農業総合研究』で、『「産消提携」による農の自立——ヤマギシ会の営みを事例にして』といして、ヤマギシ会の農業の実態を克明に研究し、そこに日本農業の活路を見出していた」。「足立氏は、ヤマギシ会の農業がこの急成長を可能にしたのは要件として、参加者が『修養の思想』（「研鑽の姿勢」）で事に当たっていることを上げ、彼らの労働観に着目し、その独特の『適期作業』の有効性を分析している。その労働観とは『結果を求めて過程を楽しまず、自分のためだけにする労働は貧しい』と語る心境である。『適期作業』とは、『場に収まって、機に動く』と表現されている、労働のやり方である」。

## 沿革

### 創成期
山岸巳代蔵が提唱する理念を実践するための団体（社会活動実践母体）として、1953年（昭和28年）に発足。同年、山岸式養鶏普及会発足。山岸巳代蔵は鶏糞による米の増産と、そのころまだ貴重であった鶏卵の増産を目指す篤農家であった。1956年（昭和31年）には「養鶏の秘匿公開」を謳い文句に第1回の特別講習研鑽会が開かれた。巳代蔵は養鶏技術を伝授することに積極的ではなく、むしろ難解な言葉を使って精神論を説くことに熱心であった。そのため離脱者が多く現れる一方、熱心に耳を傾ける者も現れた。巳代蔵から秘匿技術を明かされたという会員の一人によると、巳代蔵が出し惜しみした技術は驚嘆するような内容ではなかったが、密かに伝授された秘密を共有することで信奉者間の連帯感が強まったという。後に秘匿技術を知る者は「理想社会の真髄を知る者」として会の指導者的立場に立つことになる。1956年に第一回特別講習研鑽会が開催され、同年および翌年の特別講習研鑽会への参加者はあわせて4500名を超えたという。創成期のメンバーの生活は、「昼食は全員甘藷」「醤油なし、おかずなし」というほどどん底にあえいだこともあったという。その苦悩ぶりを知る証言が、『Z革命集団・山岸会』のなかに記述されている。

### 成長期

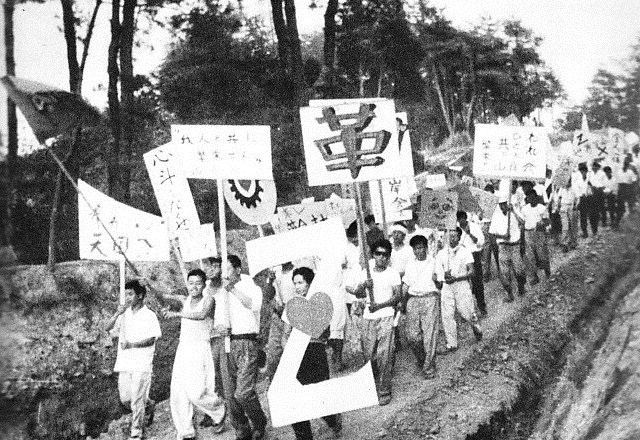
1959年頃の山岸会の活動

1958年（昭和33年）「百万羽科学工業養鶏」構想が発表され28名が参画する。その3ヵ月後には三重県阿山郡伊賀町にて「ヤマギシズム生活実践場春日山実験地」が発足。
1959年（昭和34年）7月、特別講習研鑽会の受講者を監禁したり、ニセ電話で家族を呼び出して強制的に受講させていたとして幹部12名が監禁・脅迫の疑いで逮捕される（山岸会事件）（後述）。この事件はマスコミによって大きく取り上げられ、会のネガティブなイメージが全国に広まった。しかし一方で事件後、左翼系文化人による「思想の科学」の支持を得る。山岸巳代蔵はもともと、アナキズムやマルクス主義に影響されたことのある人物であった。
1961年（昭和36年）5月、巳代蔵が他界。会の指導者の地位は杉本利治に引き継がれた。同年「ヤマギシズム中央調整機関」、「ヤマギシズム研鑽学校」が発足。その後1968年（昭和43年）頃より始まった全共闘時代にコミューン運動としてヤマギシが捉えられ、従来の農家出身者に代わり、学生運動経験者などの先鋭的な左翼思想を持った若者が多数加入した。特講を受講した哲学者の鶴見俊輔は、ヤマギシ会にベトナム戦争の脱走アメリカ兵を長い間預かってもらったと語っている。
山岸会事件の影響から会は「冬の時代」を迎えたが、1970年代に「自然食品を生産するコミューン」として再び注目を集めるようになり、自然食ブームに乗って生産物の流通体制を整えていった。以降1990年代まで会の経済規模は拡大を続け、その一方で生産に携わる会員は幹部からの指示を全面的に受け入れ、長時間労働することを余儀なくされていった。同じく1970年代には学生運動に挫折した者や「コミューン志向の学生」が会に参画した。ジャーナリストの斎藤貴男によると、1970年前後には革命運動に挫折した全共闘の学生が「最後のユートピア」を求めて大量に流入したという。
1980年代には「心あらば、愛児に楽園を」と謳い、子育てや教育への不安や関心を背景に一部の教育者や子供をもつ者からの支持を得、発展を遂げた。1983年から1990年にかけて10の社会実顕地
が新たに建設され、1984年に子供を除き740名であった社会実顕地への参画者は1995年には2270人にまで増加した。その一方、社会実顕地内では1979年9月に食事や入浴の作法など生活の細部にわたる「生活法」が定められ、さらに1980年代に入り「真実の生き方に酒・タバコは必要ない」として禁酒禁煙が言い渡されるなど、規律が強化されていった。「ハイでやります」「よく聞いてその通りやります」というスローガンが掲げられ、規律に従わない参画者は「何故その通りやらないのだ」と昼夜を問わず「研鑽」の対象となった。

### 退潮・内閉
1980年代以降、ヤマギシ会は社会から好意的にみられ、1986年以降は百貨店における生産物の販売も始まっている。しかし1994年（平成6年）にヤマギシズム社会実顕地の元参画者が「ヤマギシを考える全国ネットワーク」を結成し、幸福会ヤマギシ会が抱える負の側面を告発すると、会に対する批判や疑惑を取り上げるメディアが続出した（なお、「ヤマギシを考える全国ネットワーク」結成前の1991年8月、4000人が参加した「子ども楽園村」の開催中に幼児が送迎バスのなかに放置されたまま死亡する事故が起こり、マスコミによって報道されている）。1995年以降、同会に対し10件を超える訴訟が提起され、原告側は「被告法人」が「理事・幹部による参画者に対する支配管理」、「監視の常態化」、「日々の研鑽という名目の参画者に対するマインドコントロール」によって「参画者の思考停止状態を維持し、物言わぬ労働ロボットを生産している」と訴えた。
さらに、「ヤマギシを考える全国ネットワーク」結成と時を同じくしてオウム真理教が起こした事件の捜査が進展し、幸福会ヤマギシ会を同種の危険なカルト集団として批判する風潮が生まれた。1994年（平成6年）に500名いた年末年始の特別講習研鑽会（正月特講）への参加者は、1995年（平成7年）に400名、1996年（平成8年）に130名、1998年（平成10年）に20名と減少を続けた。幸福会ヤマギシ会が生産する農産物の売り上げについても、幹部が減少を認めるに至った。
加えて1997年（平成9年）には国税局の税務調査を受け、書類上でのみ支給され実際には支払われず組織内の機関にプールされていた社会実顕地参画者に対する給与について贈与にあたると指摘され、200億円の申告漏れを理由におよそ60億円の追徴課税が課された。
幸福会ヤマギシ会は1998年（平成10年）10月、「村から街へ」をスローガンに、「中高年は20代30代の若者のために、実顕地を出て街で暮らそう」と呼びかけ、40歳以上の参画者を「出精平使」と称し外部社会に送り出す方針を打ち出した。さらに実顕地の中では、「子供が〈学園〉でやれなくなった場合、親は子供と一緒に村を出る」という不文律が布かれ、離村勧告の対象となりうる矯正機関への入所者を増やすなど、参画者を増やすよりも減少させる動きを見せるようになった。近藤衛によると、1999年（平成11年）に約2150名だった参画者は、2001年（平成13年）1月には子供を除き1700名にまで減少した。実顕地の閉鎖や統合も進んでいる。こうした動きについて近藤は、集団農場の経営効率化策だと分析するとともに、会が内閉期に入ったと指摘している。
村岡到『ユートピアの模索――ヤマギシ会の到達点』によると、外部からの批判を受け幸福会ヤマギシ会は以下のような改善を行ったという。
1. 1998年4月から、学校に通う子どもが朝食を摂れるようになった（それまでは二食）。
2. 1999年からメンバーに月1万円の小遣いを支給するようになった。
3. 1999年春からは、「ヤマギシズム学園高等部」に進学した者が通信制高校に入学できるようになり、翌年春からは、全日制高校にも入学できるようになった。
4. 2000年2月からは「もっと親が子育てに関わった方が良いのではないか」ということになり、夕食は親と一緒にするとか、毎週末には親とともに過ごすようになった。
5. 飲酒についてもほぼ全面禁酒からほどほどに飲酒する人も増えてきた。
6. 脱退者への「返金」についても、出資金に応じて生活準備金を用意するようになった。

島田裕巳は、「ヤマギシ会は日本企業の究極形？」と題した文章を書いている。
2010年代以降、農業エコ・ヴィレッジの先駆者としての注目を浴びている。

## トラブル・事件

### 山岸会事件

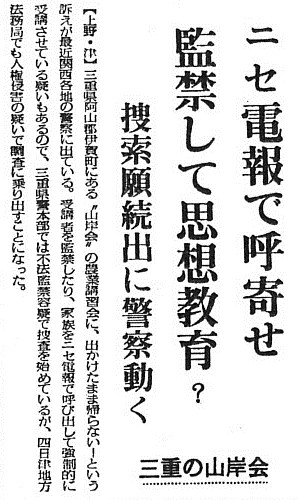
山岸会事件を報じた毎日新聞（1959年7月5日付）

ヤマギシ会が1958年（昭和33年）に三重県に設立した共同体「山岸式百万羽科学工業養鶏株式会社」が、同県阿山郡伊賀町で百万羽の鶏の飼育を目的に開拓を目指したものの難航する中、構成員の知人らを「ヨウアリ、スグコイ」など真意を隠した内容の電報で呼び寄せ、1959年（昭和34年）7月の特別講習研鑽会に参加させた事件。「家族が監禁されて講習を受けさせられている」といった訴えが数多く寄せられ、7月10日に山岸会幹部9名が三重県警に逮捕された。山岸巳代蔵にも逮捕状が出たが行方をくらまし、9か月の逃亡生活を送った末に逮捕された。山岸会は「謎めいた思想集団」、「謎の革命集団」として報道された。「春日山50年のあゆみ」によると山岸会事件が実顕地に与えた影響は甚大で、春日山実顕地の財政は逼迫し、食料や衣料にも事欠き、多くの構成員が出稼ぎに出たという。1961年4月28日、逮捕された14人に禁固1年から10カ月、執行猶予2年の判決が下った。

### ヤマギシズム学園にまつわる問題
1985年（昭和60年）、ヤマギシ会は同会の広告塔であった元早稲田大学教授・新島淳良の提唱により、子供が24時間の集団生活を送る私塾「ヤマギシズム学園」を設立した。ヤマギシズム学園は幼年部（5歳児が対象）、初等部（小学生が対象）、中等部（中学生が対象）、高等部、大学部からなり、入学できるのは会員の子、または親の少なくとも一人がヤマギシズム特別講習研鑽会を受講した者の子のみである。学園は「人間としての基礎的な一般知識・教養については、義務教育である中学校までにしっかりと学習できていれば十分」という考えに立ち、高等部では進学のために必要な授業を一切行わない。また、大学部は高等部卒業後、実顕地参画を決めた者のために用意された部門である。ヤマギシズム社会実顕地参画者の子については学費がかからない。幼年部と高等部の生徒は、実顕地の外に出ることが一切できない。初等部と中等部の生徒は義務教育を受けるために実顕地の外に出ることができるが、非会員と遊ぶことや放課後のクラブ活動は禁じられている。生徒は常に集団行動をとることが求められ、米本和広によると6-10人が一つの部屋で過ごし、2人が一つの布団で一緒に寝なければならない。親との面会が許可されるのは2か月に一度だけである。こうした「子供を親元から離して群れに放つ」方式は、ヤマギシ会が一般家庭の子供を対象に行っている学育イベント「子ども楽園村」でも採用されている。元実顕地参画者の松本繁世によると、幸福会ヤマギシ会は無所有の概念を子供にも適用し、「子供も誰のものでもない」と考えている。
生徒には「作業」として畑仕事や動物の世話が課せられ、時間は中等部生で週25時間、年1300時間、高等部生で1日16時間に及ぶ。米本和広は、「作業が単なる労働だとすれば、児童労働を禁じた労働基準法にも抵触する」と指摘している。さらに米本によると、生徒は実顕地で採用されている間食・夜食・朝食なしの1日2食という食生活を強いられる。
1994年（平成6年）、ヤマギシズム社会実顕地の元参画者が「ヤマギシを考える全国ネットワーク」を結成し、学園での子供に対する暴力問題を告発した。これを受けて日本テレビ系列のニュース番組『NNNきょうの出来事』が問題を追及し、「包丁を突きつけられて脅される」、「風呂に連れていかれ熱湯をかけられる」、「竹刀で20回も殴られる」、「部屋に呼ばれて裸にされて殴られる」という被害者の証言を報道した。
ヤマギシズム学園は学園の目的を「<育ち合いの原理に立つ独自の学育方式>によって子どもたちを<完成人間>に成長させること」とし、「<完成人間>に育っていくための<真の子ども像>」として「実学的姿勢」、「タダ働き」、「異性（男らしさ、女らしさ）」、「明るいのが正常」、「楽しいのが本当」、「研鑽態度」、「我執がない」といった項目を掲げている。学園出身の子どもや学園生徒と接した経験のある教師、さらにヤマギシズム学園事務局から聞き取り調査を行った米本和広は、得られた証言に基づき学園の目的を解釈すると「子どもたちから<我執>を取り除き、<研鑽>で決まったことを実行するロボット的な革命戦士に育成する」ということになり、そのために拘禁、正座、暴行といった体罰が用いられていると指摘し、「学園で行われていることは、社会的に言えば『組織的な児童虐待』以外のなにものでもない」と批判している。
前述のように米本によると、実顕地内では「若い女の子の方が優秀な子どもを産む」、「男は勤勉であれば何歳でもいい」という考えのもと、「20代前半の女性と勤勉と認められた30、40歳代の男性」という組み合わせの結婚が担当者からの「提案」に基づいて多く行われる（調正結婚）が、新規参画者には30、40代の主婦が多いため、結婚の「提案」の対象となる女性はヤマギシズム学園高等部を卒業して2、3年の女性である。このことについて米本は、「彼女たちは『我』を主張することを長い間禁じられてきたため、『イヤ』と表現することができなくなっている。……脱走しない限り、女の子たちは中年男性の快楽と『優秀な子』を産む道具と化す」と批判している。優れた子孫を残せる（と予想される）女性が送られる生産部という機密部署も存在し、ここでは子作りを専門に行っている（1人の女性が多数の男性とのセックスに明け暮れることになる）。対象は10代から30代後半までの女性である。この方針は優生思想の実践でもある。
広島弁護士会は広島県三次市のヤマギシズム学園花見山初等部に対して、「憲法や子どもの権利条約で保障された人権が侵害されている」として警告書を提出した。これに対し学校サイドは「子供を預かっている学校が、担任が子供たちを見ているときに、おなかがすいて輪ゴムを食べたりとか、あるいは体が悪くないのに長期に休ませるとか、放課後部活もできない、そういうことを見て、これは子供が普通じゃないんじゃないか」と、広島弁護士会の方に相談し、広島弁護士会も、「平手打ちなどの体罰、あるいは反省させる名目で数時間から数日間も狭い一室に一人で閉じ込めた。また、通学日に朝食を与えず、十八時間も食事をさせなかった、子供の手紙を無断で開封し閲覧した、無断で私物を検査し、取り上げた、家族との交流は月一回に制限され、休日も学園のスケジュールどおりで、テレビ、新聞の視聴、閲覧を制限した」と警告書を出した。同様の事例が過去に岐阜県恵那市の武並小学校でもあったと広島弁護士会はしている。岐阜では食事を抜く、雨の中裸で外へ出す、登校させない、会の中での暴力行為がある等が子供たちの様子から感じられて警告書を提出するに至ったとしている。池坊保子はこれらの問題を衆議院予算委員会で取り上げ、両事例において警告書が出されると当事者児童は強制的に三重県へ転校させられたと述べている。池坊は、幸福会ヤマギシ会が学校法人設立の要望書を提出した際に行われた子供を対象に行った無記名のアンケートにおいて、8割が暴力を受け、したくない労働をさせられている旨回答したと指摘し、これに対し宮下創平厚生大臣は「大体御指摘のような事実が極めて高い確度で想像される」と回答している。米本和広によると、地域の学校や教育委員会の中には実顕地で歓待を受け、生徒の保護者を親権者ではなくヤマギシズム学園の担当者にすることを認め、親族が学校を経由して生徒に手紙を渡そうとしてもそれをヤマギシズム学園に手渡してしまうなど、幸福会ヤマギシ会と癒着関係にあるものがある。

### 財産返還問題
前述のように、近藤衛によると、ヤマギシズム生活実顕地の中で暮らす者は私有財産のすべてを幸福会ヤマギシ会に「無条件委任」し、実顕地の中での労働に対し賃金が支払われることもない。しかしながら帳簿の上では賃金が支払われていることになるため、実顕地を去った者には財産が残されていないにもかかわらず、帳簿上の収入に基づき税金が請求されることになる。さらに近藤は、生活実顕地を去る者について、以下のように述べている。
1995年（平成7年）以降、ヤマギシズム生活実顕地の元参画者が委任した財産の返還を求める裁判が起こされるようになった。弁護士の松本篤周によると、幸福会ヤマギシ会は入会者に全財産を寄付させた上、退会しても一切返還に応じないという姿勢をとっており、社会問題化している。松本は幸福会ヤマギシ会に入会するにあたっては全財産をヤマギシズムに渡し、退会しても返還されない旨の契約を結ぶ必要があると警告している。米本和広によると、幸福会ヤマギシ会は財産を「無条件委任」させるにあたり、特定の金融機関に個人口座を作らせ、そこに現金や現金化した資産、さらに給与を振り込む手法をとっているが、名義人である元参画者が口座の状況を確認しようとした際に、金融機関が「実質的預金者はヤマギシ会の調正機関である」として要求を拒んだため、返還を求める金額の把握・証明すら困難になったケースが存在する。
2004年（平成16年）11月5日、ヤマギシ会の集落を離れた女性が入村時に放棄したとされた財産の返還を求めた裁判において、最高裁第二小法廷（滝井繁男裁判長）は二審東京高裁判決を支持し女性側の上告を棄却した。これで女性が請求した一部の1億円の返還を命じてヤマギシ会を敗訴とした東京高裁の判決が確定した。ちなみに、「この女性（原文ではX）が平成元年六月の参画に際し、自宅及びアパートを含む全財産を幸福会ヤマギシ会（原文ではY）に交付したその総額は、二億九一六四万七九九三円となる」
Xは「平成六年一二月に脱退を申し出て、平成七年始めにはYの同意を得て脱退した。脱退時には、Xは3人の子の分として、少なくとも九三〇〇万円の返還を求めたが、Yは長女の分として四〇三〇万円を返還したにとどまった」
そこでXはYに対し、(1)特講・研鑽学校でのマインドコントロールという不法行為により交付した財産相当額の損害賠償、(2)Xの全財産の交付はYへの信託契約・消費寄託契約によるもので、同契約の終了による財産の返還請求、(3)財産の交付の原因となった契約は公序良俗違反・詐欺取消・錯誤で無効として不当利益の返還を請求し」東京地方裁判所に訴えをおこした。東京地裁の一審判決は、「Xのアパート生活の期間中に、Yがこの女性（原文ではX）に支払った生活費などを出資額から控除して、二億四一三四万七九九三円の返還をYに命じた」というものだった。
さらに、Yが控訴した東京高裁の判決は、「脱退時に返還した四〇三〇万円に加えて一億円を返還すべきで、この一億円を返還しない場合は参画契約の不返還特約は公序良俗違反となると判示した」ものだった。「Xは上告受理申立てをしたが、上告棄却された」
東京高裁は、次のように判じている（抜粋）。「本件では被控訴人（Xのこと）の特講・研鑽学校への参加、参画へと続く一連の過程に関与した控訴人（Yのこと）の担当者について、被控訴人が主張する社会的相当性を欠く違法な行為があったと認めることはできず、参画への勧誘等がその目的・手段・結果に照らして違法であるとはいえず、したがって、被控訴人に本件出捐行為をさせたこと自体及びその原因となった本件参画契約自体が公序良俗に違反するということはできないし、本件出捐行為をさせたことにつき控訴人に社会的相当性に欠く行為があったことを前提とする被控訴人の信義則違反の主張も採用することはできない」『本件参画契約のうち被控訴人が控訴人を脱退する場合にいかなる事情があっても被控訴人の出資した財産を「一切」返還しないとする部分（以下「不返還約定」という）は、「一切」返還しないとする点において公序良俗に反するものといわなければならない』
最高裁は、「Xの出えん(出捐)行為は、Xの脱退により、その法律上の原因を欠くに至ったものであり、Xは、Yに対し、出えんした財産につき、不当利得（〈法〉ある人が法律上の原因なしに他人の財産または労務によって利益を受け、その結果として他人に損失を与えること」）返還請求権を有する」としたが、「XがYに対して出えんした全財産の返還を請求し得ると解するのは相当ではない。Xの不当利得返還請求権は、Xが出えんした財産の総額、XがYの下で生活していた期間、その間にXがYから受け取った生活費等の利得の総額、Xの年齢、稼働能力等の諸般の事情及び条理に照らし、Xの脱退時点で、Xへの返還を是認するのが合理的、かつ、相当と認められる範囲に限られると解するのが相当である」と判じている。ただし、最高裁は「Xが出えんした財産の返還請求等を一切しない旨の約定があるが、このような約定は、その全財産をYに対して出えん、Yの下を離れて生活するための資力を全く失っているXに対し、事実上、Yからの脱退を断念させ、Yの下での生活を強制するものであり、XのYからの脱退の自由を著しく制限するものであるから、上記の範囲の不当利得返還請求権を制限する部分は、公序良俗に反し、無効というべきである」と判じている。
このような最高裁の判決について、北海道大学教授の藤原正則は、「『無所有共用一体社会』の実現を活動の目的としている団体に加入するに当たり全財産を出えんした者がその後同団体から脱退した場合に合理的かつ相当と認められる範囲で不当利得返還請求を有するとされた事例」と題して、次のように評釈している。
「本件でまずXは、Yの担当者の勧誘行為は不法なマインドコントロールであり、不法行為を構成すると主張しているが、本件でのYの不法行為の肯定は困難であろう」とし、さらに、「XのYへの出捐が信託契約・消費寄託によるという主張も、一審・原審で退けられているとおり、出資明細書の文言「権利主張・返還請求等一切申しません」からは、その認定は不可能であろう」
さらに、「返還義務の範囲の決定の考慮の要素は、（略）Yの下での生活が長期化するほど、精算されるべきXの出捐は消尽していく。これは決して偶然ではなく、全財産を出捐して共有し、他の構成員のためにも出捐財産が使用されるという団体への加入は、婚姻関係に近いと考えることができる。その意味で、判示のYの返還義務の範囲の評価は、本件のY団体の特性を十分に考慮した基準だと考える」とし、さらに、次のようにも述べている。「Xの出捐の返還請求権は不当利得というようり契約上の精算、請求だと考えることもできる」
また、藤原は、出捐を一切返還しないという約定については、次のように述べている。
「やむを得ない事由による組合（ヨットクラブ）の脱退を禁じた規定や、ユニオンショップが公序良俗に違反するという判例を前提とするなら、本件での、Xの出捐を一切返還しない約定は、公序良俗違反と評価されよう。本件では全財産を出捐しており、かつ、返還が拒絶されれば生活基盤が脅かされるという状況にXが陥るとなれば、本件の不返還特約が事実上は脱退を不当に制限しており、公序良俗となるのはむしろ当然である」
なお、この財産返還請求裁判の東京高裁の判決内容等ついては「判例時報」1792号の63頁から73頁に、また、最高裁の判決内容等については「判例時報」1881号の67頁から76頁に、それぞれ詳しい。

### ドイツ
1996年（平成8年）、ドイツ連邦政府はすべての州と協力し、パンフレット"ドイツ連邦共和国のいわゆる若いカルトと精神異常グループ"(Sogenannte Jugendsekten und Psychogruppen in der Bundesrepublik Deutschland)を作成し、当時増加傾向にある新宗教団体などをあげた。その中にヤマギシ会が掲載された。
ヤマギシ会は、「ヤマギシ （スピリチュアルと環境の要素を持った日本の新宗教）」　Yamagishi (Japanische Neureligion mit spirituellen und ökologischen Elementen)と紹介された。

## 幸福会ヤマギシ会とユートピア主義
近藤衛は、アメリカの社会学者ロザベス・カンターが19世紀のアメリカで栄えたユートピア集団（シェイカー、ハーモニー、アマナ、ゾアル、ソウノウヒルなど）の特徴として挙げている「脱会しても拠出した財産を返還しない」、「親子が分離して生活する」、「プライバシーの余地がない」など100の項目のうち、およそ90%が幸福会ヤマギシ会についても当てはまると指摘し、ユートピア集団と多くの類似点がみられると述べている。
近藤は、幸福会ヤマギシ会を「歴史的にも類をみない特異なユートピア集団」であり、そのような集団を組織できた要因は創始者である山岸巳代蔵の思想にあったと分析している。山岸は、食糧増産のためにと伝授を求められた独自の養鶏技術を「真の幸福社会建設のため」秘匿し、養鶏よりも精神論を説き、精神論に耳を傾ける者にのみ若干の技術を教えた。技術を会得しようとする者は研鑽会を開き、山岸自身の難解な言葉の中から「真理」を得ようと必死になった。近藤は、「秘密」の存在をほのめかすことで山岸が人心を掌握していったのだと分析し、その後も「秘密の呪縛」が組織を維持する原動力になっていると推察している。さらに近藤によると、山岸の言葉には矛盾が多く、後に幸福会ヤマギシ会は山岸の言葉のうち組織運営に都合のいいものを選んで会員の〈観念〉を操作しようとした。
近藤は「ユートピア共同体が成立するには、外部社会とその集団を隔てる『境界』が高く設定されなければならない」とし、1998年（平成10年）10月に「村から街へ」をスローガンに40歳以上の参画者を外部社会に送り出す方針を打ち出したことで幸福会ヤマギシ会と外部社会とを隔てる境界は弱められ、会のユートピア集団としての存立基盤に変動が生じる兆しが出てきたと指摘している。
近藤は特別講習研鑽会の中で冒頭部に「宗教に非ず」と書かれたテキストが配布された経験を明かし、「『宗教に非ず』と断ること自体、ヤマギシ会がいかに既存の宗教団体と似ているかを示している」とも述べている。ジャーナリストの斎藤貴男は「その宗教性は否みようもない」としつつ、ヤマギシ会側は宗教を固定観念だと非難し、宗教団体として扱われることに強い反発を示すと指摘している。
米本和広は、変性意識状態に陥った山岸巳代蔵が脳内に思い浮かべ、他の人たちと共有したいと願った「現実世界とは異なる『真実の世界』」としてのユートピア社会こそが幸福会ヤマギシ会の本質であると推測し、変性意識状態を他の者にも体験させるために考案されたのがヤマギシズム特別講習研鑽会であり、「『特講』で解離状態になった」ときに脳に浮かんだイメージ上のユートピア社会を、実際にこの世に顕した『村』」がヤマギシズム社会実顕地であるとしている。その上で米本は、幸福会ヤマギシ会を「『イメージ世界』に私たちを引きずり込み、自分たちと同じような脳内回路をもった人間を仕立て上げようとする」集団であると定義する。米本によると、イメージ世界を共有できている者とできていない者とでは物の見え方すら異なる。米本は、「イメージを現実化した村」、「『日本国』のなかにありながら日本とはまったく別の国家内国家」というべき集団が数十年の間発展したことを「驚異」、「正直なところ畏敬の念すら覚える」と述べている。
他方、島田裕巳は、「ヤマギシ会の実顕地を作りだしたのは日本人であり、そこには個人を集団と融合させることに価値をおく日本的な価値観が生きている」と述べている。